# Z-15埃里希·施泰因布林克号驱逐舰
Z-15“埃里希·施泰因布林克”号（德語：Z 15 Erich Steinbrinck）是德国国家海军暨战争海军于1930年代中期建造的十六艘1934级驱逐舰之一，得名于在一战中阵亡的V-29号鱼雷艇艇长、德意志帝国海军上尉埃里希·施泰因布林克。该舰于1935年5月30日开始在汉堡的布洛姆与福斯船厂铺设龙骨，1936年9月24日下水，至1938年5月31日交付使用。
第二次世界大战爆发之初，Z-15号先是被派往封锁波兰海岸，但不久便被转移到北海布设防御性雷区。1939年末至1940年初，该舰在英国海岸附近布设了多个进攻性雷区，造成24艘商船和1艘敌对驱逐舰沉没。它于挪威战役的大部分时间里都处于维修状态，至1940年下半年才短暂移驻德占法国。经过在德国的长时间改装，Z-15号于1941年初返回法国，并在接下来的几个月中负责护送回国的军舰、破交舰和补给舰穿越比斯开湾。1942年，该舰被转移到挪威北部，在当地参加了数次小规模行动，之后便因搁浅而受损，被迫返回德国进行维修。它于1943年年中返回挪威，主责为往返于挪威和德国之间的德军主力舰提供护航，并参加了德国对挪威北极圈以北斯匹次卑尔根岛的攻击（西西里行动）。11月，Z-15号奉命归国，开始了漫长的改装，在此期间，它被盟军的炸弹严重损坏，在战争余下的时间里都无法投运。战后，该舰作为战争赔款被割让予苏联，并更名为热情号（俄语：Пылкий），但仅服役了几年便被改造成一艘训练舰和之后的宿营船，最终于1958年出售报废。

## 设计
Z-15“埃里希·施泰因布林克”号的水线长和全长分别为114米和119米，有11.3米的舷宽以及最大4.23米吃水深度；其设计排水量为2,239吨，满载时则可达3,165吨。该舰由两台瓦格纳齿轮传动蒸汽轮机提供动力，各负责驱动一副直径为3.25米的三叶螺旋桨。过热蒸汽则由六台本森强制循环锅炉供应，这使得它在70,000匹軸馬力（52,000千瓦特）额定功率下的设计航速为36節（67每小時）。Z-15号最多可贮存752吨燃料油，理论上能够以19節（35每小時）的速度的巡航4,400海里（8,100），但实际它在运用过程中重心过高，30%的燃料必须作为压舱物保留在舰内。事实证明，19节航速时的有效行程仅为1,530海里（2,830）。舰只的标准船员编制为10名军官和315名水兵，在担任区舰队旗舰时还可额外增加4名军官和19名水兵。
该舰装备有五门127毫米34式速射炮，架设在带有炮挡的单装炮座上。其中舰艛的前后各有两门采用背负式布置，第五门则安装在后部舰艛的顶端，并从前到后编为1至5号。防空武器由安装在与后部烟囱并排的一对双联装炮座上的四门37毫米30式速射炮和六门单座20毫米30式高射炮组成。此外，该舰还在中心线上的两个四联装动力操纵式底座上安装有八具533毫米鱼雷发射管，每个底座配备一对重新装填装置。四个深水炸弹发射器则安装在艉后部甲板室的侧面，再辅以舰艉两侧的六具单装深水炸弹支架，合共可携带32或64枚炸弹。布雷轨道安装在后甲板，最多可贮存60枚水雷。作为探测潜艇的工具，舰上也搭载有一套称为“群听装置”的被动式水听器。
战争期间，该舰的轻型防空武器装备得到了多次增强。1941年，经改良的20毫米38式炮取代了原来的30式炮，并额外加装了三门。艉部遮蔽甲板上的两门炮被替换为一个20毫米的四联装底座，这可能是在1942年中期完成。在1944－1945年的改装期间，Z-15号还接受了“芭芭拉”防空改装计划，其中所有既有的37毫米和大部分20毫米炮都进行了替换。它保留了原先的四联装底座，其余的防空武器此时则包括七门双联装37毫米42式高射炮和四门双联装20毫米炮，分别安装在艏楼和舰桥侧面。

## 历史
Z-15“埃里希·施泰因布林克”号得名于1916年5月31日指挥V-29号鱼雷艇在日德兰海战中阵亡的前德意志帝国海军上尉埃里希·施泰因布林克。它于1935年1月9日由德国国家海军所订购，自同年5月30日开始在汉堡的布洛姆与福斯船厂铺设龙骨，建造序列为504。该舰于1936年9月24日下水，至1938年5月31日在首任舰长、海军少校罗尔夫·约翰内松的指挥下投运。随后，它作为第3驱逐支舰队的一份子参加了1938年8月的海上阅兵。1939年4月和5月，Z-15号还参加了在地中海西部举行的春季舰队演练，并多次访问西班牙和摩洛哥港口。
当第二次世界大战于1939年9月爆发时，该舰最初被部署在波罗的海对抗波兰海军并执行对波兰的封锁，但不久便被转移到德意志湾，与其姊妹舰一同在那里布设防御雷区。10月，它还在斯卡格拉克海峡巡逻，以查验来往的中立国船舶是否有搭载违禁品。11月18日至19日晚，Z-15号作为支舰队司令、海军中校埃里希·拜的旗舰，伙同Z-10“汉斯·洛迪”号和Z-16“弗里德里希·埃科尔特”号前往亨伯河口附近布设雷区，导致七艘、共计38,710总吨的船舶沉没，其中包括万吨级的波兰远洋客轮毕苏斯基号。
12月12日至13日夜间，德国驱逐舰群出击前往英国海岸附近布设雷区。在海军准将弗里德里希·邦特的指挥下，包括其旗舰Z-19“赫尔曼·金内”号、Z-4号“理夏德·拜岑”号、Z-8“布鲁诺·海涅曼”号、Z-14“弗里德里希·伊恩”号和Z-15号在内的五艘舰在泰恩河口布下了240枚水雷——即便当地的导航灯还亮着。英国人不知道雷区的存在，就此损失了11艘船，共计18,979总吨。随后，这些驱逐舰还奉命护送受损的轻巡洋舰莱比锡号和纽伦堡号归国，后两者在掩护驱逐舰撤退时被英国潜艇鲑鱼号用鱼雷击伤。然而Z-15号和Z-14号在途中遭遇机械故障，在到达巡洋舰所在方位之前便被迫返回港口。这两艘舰与Z-16号于12月18日晚上再次出击，但英国人已经关闭了奥福德角附近的导航灯，德国人被迫放弃这次行动，因为他们无法精确定位自己，便无法在适当的位置上布设雷区。

### 1940－1941年
1940年1月6日至7日晚，Z-15号、Z-14号和Z-16号在泰晤士河口附近布设了另一片由170枚磁性水雷组成的雷区。英国驱逐舰格伦维尔号和六艘商船（共计21,617总吨）均在这片雷区中沉没，另一艘商船则受损。在4月入侵挪威的“威悉演习行动”期间，Z-15号正在进行维修，直到5月才离开造船厂，并被编入新成立的第5驱逐区舰队服役。为了在“朱诺行动”中为战列舰沙恩霍斯特号、格奈森瑙号以及重巡洋舰希佩尔将军号提供护航，它的工期被缩短。该行动计划袭击挪威的哈尔斯塔，以减轻德国在纳尔维克驻军的防守压力。相关舰艇于6月8日出击，沿途相继击沉了盟军的运兵船奥拉马号（Orama）、油轮油先锋号（Oil Pioneer）和武装拖网船刺柏号。由于天气恶劣，行动指挥官、海军中将威廉·马沙尔命令希佩尔将军号和全部四艘护航驱逐舰前往特隆赫姆，并于6月9日上午抵达。两艘战列舰则继续出击，击沉了英国航空母舰光荣号及其两艘护航驱逐舰，但沙恩霍斯特号也在交战中被阿卡斯忒号驱逐舰发射的鱼雷严重击伤。该舰遂由Z-15号、Z-7“赫尔曼·舍曼”号和Z-10号护送回国接受维修。Z-15号和Z-10号随后返回特隆赫姆，再护送被英国潜艇鱼雷击伤的格奈森瑙号归国。
Z-15号于8月和9月初跟随区舰队在北海布设了防御雷区，然后于9月中旬转移到德占法国的大西洋沿岸。9月28日至29日夜间，此时以布雷斯特为基地的第5区舰队在法尔茅斯湾布设雷区，致使五艘、共计仅2,026总吨的船舶在这片雷区沉没。10月17日，拜中校率领Z-15号和另外四艘驱逐舰向西南航道出击，遭到一支由两艘轻巡洋舰和五艘驱逐舰组成的英国部队拦截。英国人在极远的距离开火，面对远程鱼雷群射和德国空军轰炸机的攻击，它们被迫脱离交战，未能击中任何德舰。Z-15号于11月7日回国，并在斯德丁接受改装。
该舰的改装于1941年1月下旬完成，但它被厚厚的冰层困住，直到2月中旬才能到达戈滕哈芬工作。Z-15号于4月重返法国，驻扎在拉帕里斯。在那里，它主要负责护送返航的破交舰、军舰和补给舰，穿过比斯开湾前往法国的基地。其中包括4月22日的破交舰托尔号、5月下旬的补给舰诺尔兰号（Nordland）和舰队油轮厄姆兰号（Ermland）。重巡洋舰欧根亲王号在“莱茵演习行动”期间与战列舰俾斯麦号分离后也于6月初被护送至布雷斯特。到了夏末，Z-15号因锅炉出现问题早该进行改装，但改装被推迟了，以便于8月21日为破交舰俄里翁号护航。由于在次月初不慎搁浅，它的出发被进一步推迟，直到9月6日才启程前往德国。在这年的改装期间，该舰收到了一款FuMO-21型搜索雷达，安装在舰桥顶部。

### 1942－1943年
Z-15号仅在挪威北部进行过短暂的活动，在1942年8月的“仙境行动”期间，它连同Z-4号和Z-16号在装甲舰舍尔将军号执行攻击卡拉海的苏联船只的任务开始和结束阶段为其护航。它们还在8月中旬负责护送布雷舰乌尔姆号前往热拉尼亚角周边布设雷区。Z-15号于9月初搁浅，在特隆赫姆进行了临时维修后被送回德国。1943年1月，该舰重返挪威，在当地被己方潜艇U-703号发射的操练鱼雷轻微损坏。3月初，它在恶劣天气下护送沙恩霍斯特号穿越斯卡格拉克海峡到达特隆赫姆，导致两名船员落水。到当月中旬，Z-15号成为第5驱逐区舰队司令的旗舰。
9月，该舰号参与了“西西里行动”，负责运送第230步兵师第349掷弹兵团的部队，并连同由另外八艘驱逐舰护航的战列舰提尔皮茨号和沙恩霍斯特号一起，摧毁挪威在斯匹次卑尔根岛上的盟军设施。卸下部队后，Z-15号开始炮击岛上目标，直到其消防管道因开炮产生冲击而破裂，导致舰上的一个隔舱部分被淹。这次行动虽然取得了成功，但主旨是为了提振驻扎在北极舰艇官兵的士气，因为燃料短缺限制了他们的活动，而盟军在五周后便重建了设施。当月，Z-15号还与另外两艘驱逐舰护送装甲舰吕措号返回德国以及重返纳尔维克。11月25日，该舰受命返回德国进行大修，但当晚晚些时候在途中意外与一艘挪威小轮船相撞。这次碰撞严重损坏了Z-15号的舰艏，它不得不缓慢航行到特隆赫姆接受紧急维修，以免前舱壁坍塌。该舰随后转往奥斯陆接受临时维修，然后于12月18日启程前往德国。

### 1944－1945年
1944年1月18日整修完成后，Z-15号及其姊妹舰Z-6“特奥多尔·里德尔”号于上半年主要在斯卡格拉克海峡入口处布设雷区，并护送船队往返于挪威。整修期间，该舰的雷达被替换为更新的FuMO-24型，其前桅也被重建成门柱形状，以便6×2米宽的天线能够完全旋转。舰身后部烟囱平台上的探照灯则由一台FuMO-63“霍恩特维尔”K型雷达取代。5月3日，它又穿越威廉皇帝运河前往汉堡进行漫长的改装。6月18日身处旱坞时，Z-15号的柴油发电机舱被一枚空袭的炸弹击中。尽管损毁程度严重，造船厂仍报告称，它的改装将如期于11月20日完成。11月4日，另一枚炸弹在该舰附近爆炸，造成了大面积的进水和冲击波破坏。Z-15号得到了修补并被拖到威悉明德接受更彻底的维修，但完工时间则被大大推迟。到1945年4月1日，鉴于只有一台发动机可以运行，德国海军决定将它转移到库克斯港，并让其船员上岸执行战斗任务。该舰至5月德国投降时仍然驻留在那里。

### 战后
Z-15号于1945年夏天被转移到英国控制下的威廉港，以等待战胜的盟军对幸存德国军舰进行处置。尽管有人对此争论不休，但舰上有一小群维修人员还是对这些舰只进行了大修，以保持它们的价值。1945年底，盟军三方委员会将Z-15号分配予苏联，并于1946年1月2日启航转运至利鲍。它以“热情号”（Пылкий）之名投入苏联海军服役，继而被编入以罗斯托克为基地的苏联第四舰队，直到1948年。之后，该舰更名为PK3-2号，作为一艘宿营船服役，直到1958年2月19日正式从海军名录中除籍。1958年4月18日，它被出售报废，随后完成拆解。